# Minangkabau (langue)
Cet article concerne la langue minangkabau. Pour le peuple minangkabau, voir Minangkabau.
Le minangkabau est une langue austronésienne parlée en Indonésie, dans le Nord de l'île  de Sumatra. La langue appartient à la branche malayo-polynésienne des langues austronésiennes.

## Localisation géographique
Le minangkabau est parlé par la population du même nom, dans la province de Sumatra occidental et dans le kabupaten de Mandailing Natal de la province de Sumatra du Nord.

## Classification
Le minangkabau fait partie des langues malaïques qui sont un des sous-groupes du malayo-polynésien occidental.

## Phonologie
Les tableaux présentent la phonologie du minangkabau : les voyelles et les consonnes.

### Voyelles
|         | Antérieure | Centrale | Postérieure |
| ------- | ---------- | -------- | ----------- |
| Fermée  | i [i]      |          | u [u]       |
| Moyenne | e [e]      | ē [ə]    | o [o]       |
| Ouverte |            | a [a]    |             |

### Diphtongues
Le minangkabau possède une série de diphtongues : [ia], [ua], oy [oj], uy [uj], ay [aj] et [aw]. 

### Consonnes
|              |              | Bilabiales | Alvéolaires | Dorsales | Dorsales | Glottales |
| ------------ | ------------ | ---------- | ----------- | -------- | -------- | --------- |
| Palatales    | Vélaires     | Bilabiales | Alvéolaires |          |          | Glottales |
| Occlusives   | Sourde       | p [p]      | t [t]       |          | k [k]    | q [ʔ]     |
| Occlusives   | Sonore       | b [b]      | d [d]       |          | g [g]    |           |
| Fricative    | Fricative    |            | s [s]       |          |          | h [h]     |
| Affriquée    | Sourde       |            |             | c [ t͡ʃ ] |          |           |
| Affriquée    | Sonore       |            |             | j [ d͡ʒ]  |          |           |
| Nasale       | Nasale       | m [m]      | n [n]       | ñ [ ɲ]   | ng [ŋ]   |           |
| liquide      | liquide      |            | l [l]       |          |          |           |
| roulée       | roulée       |            | r [r]       |          |          |           |
| Semi-voyelle | Semi-voyelle | w [w]      |             | y [ j]   |          |           |

## Dialectes
Il existe de nombreux dialectes du minangkabau. Voici un exemple d'énoncé traduit dans différents dialectes :
| Langue                    | Phrase                    |
| ------------------------- | ------------------------- |
| Français                  | Qu'est-ce qu'il t'a dit ? |
| Anglais                   | What did he say to you?   |
| Indonésien                | Apa katanya kepadamu?     |
| Dialecte                  | Phrase                    |
| Minangkabau "standard"    | A keceknyo jo kau?        |
| Mandahiling Kuti Anyie    | Apo kecek o kö gau?       |
| Payakumbuh                | A kecek e ka kau?         |
| Padang Panjang            | Apo keceknyo ka kau?      |
| Pariaman                  | A kato e bakeh kau?       |
| Ludai                     | A kecek o ka rau?         |
| Sungai Batang, Agam       | Ea janyo ke kau?          |
| Kurai                     | A jano kale gau?          |
| Kuranji, Padang           | Apo kecek e ka kau?       |
| Kampar, Riau              | Apo sobuin e kek ang?     |
| Salimpaung Batusangkar    | Poh ceknyoh kah khau duh? |
| Rao-Rao Batusangkar       | Aa keceknyo ka awu tu?    |
| Aneuk Jamee, Aceh         | Apo kecek ka waang?       |
| Negeri Sembilan, Malaisie | Apo yang di koba dek eh?  |